# Eois haematodes
Eois haematodes är en fjärilsart som beskrevs av W. Warren 1907. Eois haematodes ingår i släktet Eois och familjen mätare. Inga underarter finns listade i Catalogue of Life.